# ギンモリバト
ギンモリバト （銀森鳩、Columba argentina）は、鳥綱ハト目ハト科カワラバト属に分類される鳥類。

## 分布
インドネシア（シムル島、スマトラ島？、アナンバス諸島、カリマタ諸島、ナトゥナ諸島、リンガ諸島）

### 絶滅した分布域
マレーシア（ブロン島）

## 形態
全長38センチメートル。全身の羽衣は淡青灰色。尾羽先端や風切羽は黒い。
眼先には羽毛がなく濃赤色の皮膚が裸出する。嘴は褐色で、先端が淡黄緑色。

## 生態
低地や丘陵にある森林、マングローブ林、農耕地などに生息する。
繁殖形態は卵生。1回に1個の卵を産む。

## 人間との関係
開発による生息地の破壊、狩猟により生息数は減少している。以前はメンタワイ諸島、リアウ諸島にも分布していたが、近年は発見例がない。